# هنا معتز
هنا معتز، المعروفة أيضاً باسم هنا أيوب (من مواليد 21 مارس 2000، الجيزة) لاعبة إسكواش مصرية محترفة. تحتل المرتبة 70 في التصنيف العالمي اعتباراً من مارس 2019، وكان أعلى تصنيف لها في مايو 2017 عندما حلت في المرتبة 53.

## روابط خارجية
- هنا معتز على موقع الاتحاد الدولي لمحترفي الاسكواش (مؤرشف) (الإنجليزية)
- هنا معتز على موقع SquashInfo.com (الإنجليزية)